# 立野勇樹
立野 勇樹（たての ゆうき、1980年6月30日 - ）は、日本の空手選手。指導者。
公益財団法人全日本空手道連盟公認四段の人物。
公益財団法人日本スポーツ協会公認空手道コーチ2

## 来歴
鹿児島県霧島市（旧国分市）出身。
宮崎第一中学高等学校（同級生に藤崎紘範）卒業。九州産業大学（同級生に喜多村誠）入学後、数々のタイトルを手にした。

## 主な戦績
- 1995年　鹿児島県ジュニア強化指定選手

- 1996年　第16回全国高校選抜　出場

- 1996年　第23回全国高校総体　出場

- 1997年　第17回全国高校選抜　第2位

- 1997年　第24回全国高校総体　第2位

- 1998年　第25回全国高校総体　第5位

- 1998年　全日本高校代表選手

- 1998年　かながわ・ゆめ国体　第5位

- 1998年　宮崎県体育協会表彰受賞

- 1999年　全九州大学空手道選手権大会　優勝

- 1999年　西日本大学空手道選手権大会　優勝

- 1999年　全日本大学空手道選手権大会　第2位

- 1999年　くまもと未来国体　出場

- 1999年　福岡県体育協会長賞表彰受賞

- 2000年　とやま国体　第5位

- 2000年　全九州大学空手道選手権大会　優勝

- 2001年　全九州学生空手道選手権大会　優勝

- 2001年　全九州大学空手道選手権大会　優勝

- 2001年　東西対抗戦　西軍代表
- 2001年　西日本大学空手道選手権大会　第3位

- 2002年　よさこい高知国体　出場

- 2002年　全日本学生空手道選手権大会　第5位

- 2002年　第28回全国空手道選手権大会　第3位

- 2002年　東西対抗戦　西軍代表
- 2002年　西日本大学空手道選手権大会　第3位